# نیژنه‌گورودکا
نیژنه‌گورودکا (انگلیسی: Nizhegorodka) یک شهرک در شهرستان اوفیمسکی استان باشقیرستان کشور روسیه است.